# 九家の書
『九家の書』（くがのしょ、朝: 구가의 서）は、2013年に韓国・MBCで放送されたテレビドラマである。主演をイ・スンギとmiss Aのペ・スジが務めたファンタジー時代劇。
日本ではBS-TBSなどで放送された。放送時のタイトルは「九家の書 ～千年に一度の恋～」。

## キャスト
- チェ・ガンチ
演 - イ・スンギ、少年時代：チョン・ジュンヲン
ムソルに拾われ、執事マルムの息子として育てられる。半人半獣で、腕輪を外されると神獣の姿に変化する。
- タム・ヨウル
演 - ペ・スジ(Miss A)、少女時代：チョ・ミナ
無形道館の一人娘で最年少師範でもある。
- ク・ウォルリョン
演 - チェ・ジニョク
智異山を守護する神獣・九尾狐（クミホ）。禁忌を破りソファに恋をする。のちに千年悪鬼に変ずる。
- ユン・ソファ
演 - イ・ヨニ
ユン・ギスの娘でガンチの母。父の死後、妓生として売られることになる。
- ソジョン法師
演 - キム・ヒウォン
ウォルリョンの古くからの友人。ガンチやヨウルに対して様々な予言をもたらす。
- ユン・ギス
参判。ソファの父。チョ・グァヌンに裏切られ、謀反を企てたとして斬刑に処される。
- チョ・グァヌン
演 - イ・ソンジェ
ユン・ギスに濡れ衣を着せ、その功で高官に出世する。
- ソ副官
演 - ユン・ジュマン
チョ・グァヌンの腹心の部下。
- イ・スンシン
演 - ユ・ドングン
全羅左水使。
- パク・ムソル
演 - オム・ヒョソプ
川で拾った赤子にガンチと名付ける。「百年客館」の主人。倭国との貿易で財を成した。四君子のひとり(菊)
- パク・テソ
演 - ユ・ヨンソク
ムソルの長男で、ガンチの親友だった。
- パク・チョンジョ
演 - イ・ユビ
ムソルの娘。父の死後、妓生として売られることになる。
- チェ・マルム
演 - キム・ドンギュン
百年客館の執事。ガンチの養父。
- ハンノ
演 - パク・ジュヒョン
百年客館を守る武士。
- オクマン
演 - キム・ギバン
百年客館の使用人。
- コッタン
演 - イ・ヘイン
パク・チョンジョの侍女。
- タム・ピョンジュン
演 - チョ・ソンハ
武芸道場「無形道館」の館主。ヨウルの父。
- コン・ダル先生
演 - イ・ドギョン
無形道館の家事係。四君子のひとり(竹)。
- ソン
演 - ミム・ウソク
無形道館の弟子。
- ヨジュ
演 - チン・ギョン
タム・ヨウルの教育係。
- コン
演 - ソンジュン
タム・ヨウルの護衛。四君子のひとり(梅)。
- チョン・スリョン
演 - チョン・ヘヨン
妓楼「春華館」の女主、四君子のひとり(蘭)。
- ウォルソン
演 - ソン・ガヨン
春華館の第一妓生。
- オモム
演 - ナム・ヒョンジュ
春華館の執事。
- チャンセ
演 - テェ・デソン
春華館の使用人。
- チャ・ホンミョン
演 - ユン・セア
倭国の宮本商団の団主。団主の妻という触れ込みだが、実は本人が団主。
- ピルモク
演 - ソン・ヨンギュ
チャ・ホンミョンの部下。
- カゲシマ
演 - ディビット・マッキニス
チャ・ホンミョンの護衛。
- マ・ボンチュル
演 - チェ・ジュユン
無頼漢。
- ユン・ジョンユン
演 - イ・ダウィ
ユン・ソファの弟。
- タム
演 - キム・ボミ
ユン・ソファの侍女。

## サブタイトル一覧
1. 運命の出会い
2. 月光庭園の伝説
3. 避けるべき運命
4. 波乱の幕開け
5. 最後の祈り
6. 家族の危機
7. 目覚めた神獣
8. 人間になる方法
9. 無形道館の新入り
10. タム君の秘密
11. 守るべき者
12. 真の友
13. 不吉な気配
14. 灯籠祭りの夜に
15. 離ればなれの2人
16. 信頼の証
17. 千年悪鬼の孤独
18. 20年前の真実
19. 囚われのガンチ
20. 母と子
21. 月光庭園に帰る日
22. 悲しい願い
23. 大切な人
24. 5221回目の三日月

## 用語
- 神獣・九尾狐（クミホ）
- 千年悪鬼
- 九家の書 - 神獣が人間に生まれ変わるための方法が書かれた秘伝の書
- 月光庭園
- 四君子 - 無形道館を守る4人の実力者。それぞれ梅・蘭・菊・竹のしるしを持つ。